# 아카호 히마와리
아카호 히마와리(일본어: 赤穂 ひまわり, 1998년 8월 28일~)는 일본의 농구 선수로 포지션은 슈팅 가드이다.

## 경력
이시카와현 나나오시에서 태어났다. 부모 모두 농구 선수 출신으로 아버지인 마코토는 일본 유니버시아드 국가대표 선수로 활동했다. 어머니인 구미코(결혼 전 성은 마사우라)는 일본체육대학 농구부에서 활동했으며 언니인 사쿠라도 일본 여자 대표팀 소속으로 활동 중인 농구 선수이다. 쌍둥이 오빠인 라이타도 농구 선수이다.